# Barotropie
Unter Barotropie (von griechisch baros „Druck“ und tropos „Drehung, Richtung“) versteht man die Eigenschaft der Dichte {\displaystyle \rho } eines Fluids, nur vom Druck {\displaystyle p} abzuhängen: {\displaystyle \rho =\rho {}(p)}. Dies führt dazu, dass Flächen gleichen Druckes (Isobaren) und gleicher Temperatur (Isothermen) parallel zueinander verlaufen. Das Gegenstück zur Barotropie ist die Baroklinität.
Die Abbildungen zeigen extrem übertriebene Neigungen, die in der Realität meist äußerst klein und daher schwer messbar sind.

## Barotropie in der Atmosphäre

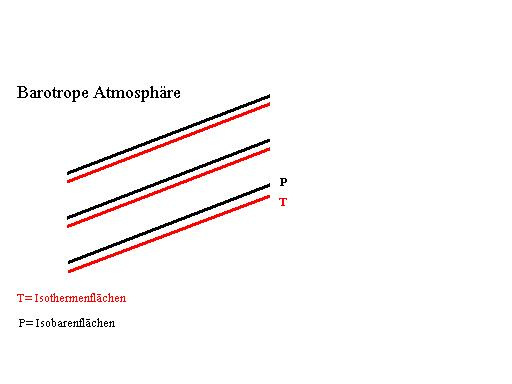
Barotrope Atmosphäre

In der barotropen Atmosphäre stehen die Flächen gleicher Temperatur parallel zu denen gleichen Druckes. Daher ist die mittlere Temperatur zwischen zwei Flächen gleichen Druckes überall dieselbe und ihre Neigung konstant mit der Höhe. Hieraus resultiert eine dem Betrag und der Richtung nach konstante Windgeschwindigkeit.

## Barotropie im Ozean

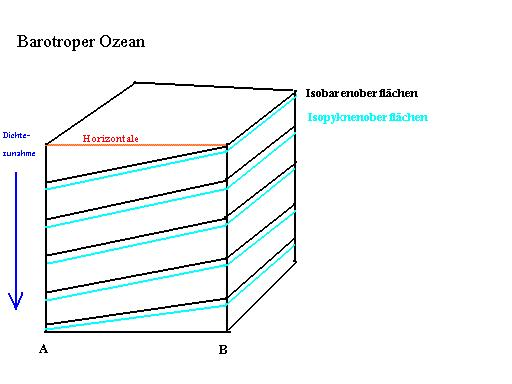
Barotroper Ozean

Im Ozean geht man vor allem in der als relativ homogen angenommenen Tiefenschicht von barotropen Verhältnissen aus.
Die Isopyknenoberflächen (Flächen konstanter Dichte) und die Isobarenoberflächen sind parallel zueinander gerichtet. Ihre Neigung bleibt mit zunehmender Tiefe konstant. Daher ist der horizontale Druckgradient von B nach A sowie die geostrophische Strömung konstant mit der Tiefe.

## Barotropisches Phänomen
Das barotropische Phänomen (auch barotropische Inversion) tritt in Mischungen zweier Stoffe mit unterschiedlichen Molekulargewichten in bestimmten Temperatur-, Mischungs- und Druckbereichen auf, wenn bei Koexistenz von flüssiger und gasförmiger Phase die Gasphase die größere Dichte hat und unter die Flüssigkeit sinkt. Das Phänomen wurde 1906 entdeckt. Heike Kamerlingh Onnes entdeckte mit Keesom, dass bei Kompression von gasförmigem Helium über flüssigem Wasserstoff das Gas bei Drücken über 30 bar und Temperaturen von rund 20 Kelvin unter der Flüssigkeit gelagert war.

## Astrophysik
In der Astrophysik werden zum Beispiel bei theoretischen Untersuchungen des Sternaufbaus gerne polytrope Zustandsgleichungen der Form
{\displaystyle p=K\cdot \rho ^{\gamma }}
mit dem Druck p, der Dichte {\displaystyle \rho }, der Polytropenkonstante K und dem Polytropenindex {\displaystyle \gamma =1+{\frac {1}{n}}} verwendet, was von Robert Emden für einfache Sternmodelle verwendet wurde. Für ideale nicht-relativistische Gase ist {\displaystyle n={\frac {3}{2}}}, für relativistische Gase (wie dem entarteten Elektronengas in weißen Zwergen) {\displaystyle n=3}. Polytropie ist in diesem Fall ein Spezialfall von Barotropie.

## Barotropie in der Bodenmechanik
In der Bodenmechanik wird mit Barotropie die Abhängigkeit des Reibungswinkels vom mittleren Druckniveau bezeichnet. Dabei nimmt der Reibungswinkel mit zunehmendem mittleren Druck ab.
Das Phänomen wird in der Regel vernachlässigt und findet meist nur bei der Betrachtung niedriger Spannungszustände Anwendung.

## Barotropie in der Fluidmechanik
Barotropie ist in der Fluidmechanik eine wichtige Idealisierung für das Strömungsfeld, die bei der Potentialströmung, Bernoulli-Gleichung, barometrischen Höhenformel und dem Kelvinschen Wirbelsatz benutzt wird. Eine Strömung ist barotrop, wenn
- das Fluid inkompressibel ist, was in Flüssigkeiten eine probate Annahme ist,
- die Dichte-Druck-Relation von der Form ρ=ρ(p,T) ist und die Temperatur T überall gleich ist, also nur isotherme Zustandsänderungen vorkommen, oder
- die Dichte-Druck-Relation von der Form ρ=ρ(p,s) ist und die Entropie s überall gleich ist, also nur isentrope Zustandsänderungen stattfinden.

Dann gibt es eine Druckfunktion P mit der Eigenschaft
{\displaystyle P:=\int {\frac {\mathrm {d} p}{\rho (p)}}\quad \Leftrightarrow \quad \mathrm {d} P={\frac {\mathrm {d} p}{\rho }}\quad \Leftrightarrow \quad \nabla P={\frac {1}{\rho }}\nabla p}
wo der Nabla-Operator  𝜵 den Gradient bildet.
In den genannten Anwendungen werden folgende Druckfunktionen benutzt:
- Bei Inkompressibilität ist ρ konstant und {\displaystyle P={\tfrac {p-p_{0}}{\rho }}} und p0 ist hier wie im Folgenden der Druck bei P=0.
- Bei isothermer oder isenthalper Zustandsänderung eines idealen Gases ist {\displaystyle \rho (p)={\tfrac {p}{R_{s}T}}} mit der spezifischen Gaskonstante Rs und der absoluten Temperatur T. Die Druckfunktion lautet hier

{\displaystyle P=\int {\frac {\mathrm {d} p}{\rho (p)}}=R_{s}T\int {\frac {\mathrm {d} p}{p}}=R_{s}T\ln \left({\frac {p}{p_{0}}}\right)}
Darin bildet ln den natürlichen Logarithmus.
- Bei einer isentropen oder adiabatischen Zustandsänderung eines idealen Gases gilt {\displaystyle \rho (p)=\rho _{0}\left({\tfrac {p}{p_{0}}}\right)^{\frac {1}{\kappa }}} mit dem Isentropenexponent κ relativ zu einem Bezugspunkt mit Dichte ρ0 und Druck p0. Hier berechnet sich die Druckfunktion

{\displaystyle P=\int {\frac {\mathrm {d} p}{\rho (p)}}={\frac {1}{\rho _{0}}}\int \left({\frac {p_{0}}{p}}\right)^{\frac {1}{\kappa }}\mathrm {d} p={\frac {\kappa }{\kappa -1}}{\frac {p_{0}}{\rho _{0}}}\left[\left({\frac {p}{p_{0}}}\right)^{\frac {\kappa -1}{\kappa }}-1\right]}
Das Differential der spezifischen Enthalpie h ist dh = T ds + v dp. Darin ist T die absolute Temperatur, s die spezifische Entropie und v = 1/ρ das spezifische Volumen. Bei isentroper Strömung (ds = 0) ist also dh = dp/ρ und der Integrand entspricht der spezifischen Enthalpie.